# Cullen (Luizjana)
Cullen – miasto w Stanach Zjednoczonych, w stanie Luizjana, w parafii Webster.